# Nastri d'argento 1968
Els Nastri d'argento 1968 foren la 23a edició de l'entrega dels premis Nastro d'Argento (Cinta de plata) que va tenir lloc el 1968.

## Guanyadors

### Millor productor
- Alfredo Bini - Edipo re
- Ager Film - I sovversivi

### Millor director
- Elio Petri - A ciascuno il suo
- Paolo e Vittorio Taviani - I sovversivi
- Pier Paolo Pasolini - Edipo re

### Millor argument original
- Marco Bellocchio - La Cina è vicina
- Ruggero Maccari, Nanni Loy i Giorgio Arlorio - Il padre di famiglia
- Paolo e Vittorio Taviani - I sovversivi

### Millor guió
- Ugo Pirro i Elio Petri - A ciascuno il suo
- Marco Bellocchio i Elda Tattoli - La Cina è vicina
- Piero De Bernardi, Leo Benvenuti, Lucia Drudi Demby i Giuseppe Mangione - Incompreso

### Millor actor protagonista
- Gian Maria Volonté - A ciascuno il suo
- Alberto Sordi - Un italiano in America
- Ugo Tognazzi - L'immorale

### Millor actriu protagonista
- no atorgat
- Sophia Loren - C'era una volta
- Monica Vitti - Ti ho sposato per allegria

### Millor actriu no protagonista
- Maria Grazia Buccella - Ti ho sposato per allegria
- Daniela Surina - La Cina è vicina

### Millor actor no protagonista
- Gabriele Ferzetti - A ciascuno il suo
- Paolo Graziosi - La Cina è vicina
- Ugo Tognazzi - Il padre di famiglia

### Millor banda sonora
- Mario Nascimbene - Pronto... c'è una certa Giuliana per te

### Millor fotografia en blanc i negre
- Tonino Delli Colli - La Cina è vicina

### Millor fotografia en color
- Armando Nannuzzi - Incompreso'

### Millor vestuari
- Danilo Donati - L'amansiment de la fúria

### Millor escenografia
- Luciano Puccini

### Millor pel·lícula estrangera
- Michelangelo Antonioni - Blow-Up
- Alain Resnais - La guerra s'ha acabat (La guerre est finie)
- Ingmar Bergman - Persona